# Мекк, Надежда Филаретовна фон
Наде́жда Филаре́товна фон Мекк (урождённая Фраловская; 29 января [10 февраля] 1831, деревня Сырокоренье, Рославльский уезд, Смоленская губерния, Российская империя — 1 [13] января 1894, Ницца, Третья Французская республика) — русская меценатка, жена железнодорожного магната Карла Фёдоровича фон Мекка, хозяйка нескольких домов в Москве, подмосковной усадьбы Плещеево, виллы в Ницце. Известна своим покровительством и финансовой помощью П. И. Чайковскому, с которым она долгое время переписывалась.

## Биография
Детские и девичьи годы Надежды Филаретовны прошли в отцовской помещичьей усадьбе в деревне Сырокоренье Рославльского уезда. Отец — Филарет Васильевич Фраловский, увлекавшийся игрой на виолончели, начал с детства прививать дочери любовь к музыке, а от матери — Анастасии Дмитриевны, урождённой Потёмкиной, племянницы князя Григория Потёмкина, — девочка унаследовала деловую хватку, сильный характер и предприимчивость.
В 1848 году 17-летнюю девушку выдали замуж за Карла фон Мекка, который был тогда чиновником Ведомства путей сообщения, а в 1860 году, оставив казённую службу, занялся предпринимательством и стал одним из основоположников российского железнодорожного транспорта. Если в 1860 году в России было только 1000 км железной дороги, то уже двадцать лет спустя протяженность путей — в значительной мере благодаря его деятельности — достигла 15 000 км. Это сделало семью фон Мекк миллионерами. Благодаря железным дорогам к Москве от Курска и Киева, а также очень выгодной для Москвы Рязанской ветке она захватила монополию транспорта зерна из чернозёмных областей.
Карл фон Мекк скончался в 1876 году, оставив Надежде Филаретовне большое состояние — имения и несколько миллионов рублей. Это состояние впоследствии дало ей возможность стать покровительницей искусств.

### Покровительница искусств
Надежда Филаретовна находилась под сильным впечатлением от деятельности «последнего европейского мецената» — короля Баварии Людвига II. В её семье был культ Вагнера, которого поддерживал Людвиг Баварский.
После смерти мужа Надежда фон Мекк начинает оказывать значительную финансовую поддержку музыкантам — Николаю Рубинштейну, который в то время возглавлял консерваторию, и начинающему композитору Клоду Дебюсси, наставнику по музыке дочерей фон Мекк, Генрику Венявскому, который скончался в её доме, братьям Владиславу и Генрику Пахульским.
С 1877 года Надежда фон Мекк начала оказывать значительную поддержку Петру Ильичу Чайковскому. Впоследствии она предоставляла ему настолько большое финансовое пособие (6 000 рублей в год), что он смог оставить профессуру в Московской консерватории, чтобы сосредоточиться исключительно на творчестве. Надежда фон Мекк в письмах к Чайковскому всегда подчёркивала, какую большую роль в её внутренней жизни играет его великая музыка.
В знак признательности Чайковский посвятил 4-ю симфонию Надежде Филаретовне. Она из скромности не пожелала, чтобы там значилось её имя, и композитор указал на титульном листе партитуры: «Посвящается моему лучшему другу». Его траурный марш (ныне утерянный), написанный в 1877 году, и 1-я сюита для оркестра также посвящены ей.
Цикл пьес для скрипки и фортепиано «Воспоминание о дорогом месте» (ор. 42), сочинённый Чайковским в 1878 году, посвящён Браилову — усадьбе Надежды фон Мекк, в которой неоднократно гостил композитор.
Духовная связь с Надеждой фон Мекк оказалась для Чайковского столь мощным фактором, что он, несмотря на психологическую неуверенность в своих силах, мог продолжать работать, игнорируя критику, которая постоянно преследовала его самого и его творения почти до конца жизни. Так, после того как была раскритикована его 5-я симфония, Надежда фон Мекк умоляла его не малодушничать и упорно продолжать свой творческий путь.
С Чайковским Надежда Филаретовна фон Мекк встретилась впервые в Брайлове во время прогулки: она сидела в коляске рядом с дочерью, Чайковский тоже был в экипаже. Оба оцепенели: он неловко поклонился, она, красная как рак, с бешено колотящимся сердцем, ответила — и не могла прийти в себя ещё очень долго, даже после того как коляска Чайковского скрылась за поворотом лесной дороги. О второй встрече, которая произошла во Флоренции, композитор пишет брату Анатолию Ильичу (14 декабря 1878):
«Вчера я был в театре. Билет мне прислала Надежда Филаретовна, которая тоже была со всем семейством, и в антракте я с смешанным чувством любопытства, умиления и удивления рассматривал её в бинокль. Она болтала со своей прелестной дочкой Милочкой, и лицо её выражало столько нежности и любви (это её любимица), что мне даже понравилась её некрасивая, но характерная внешность».

С октября 1890 года она уже не имела возможности оказывать финансовую поддержку композитору, поскольку её собственные дела в то время резко пошли на убыль. Общий объём финансовой помощи композитору за все эти годы превысил 85 тысяч рублей. Практически сразу после этого между Чайковским и Н. Ф. фон Мекк последовал разрыв, который, исходя из переписки, оба тяжело переживали.
Умерла Надежда фон Мекк от туберкулеза в январе 1894 года в Ницце. Похоронена была в семейном склепе на кладбище Ново-Алексеевского монастыря в Москве. В конце XIX века художник М. В. Нестеров написал иконы для часовни на могиле фон Мекков.

### Переписка Н.Ф. фон Мекк и П.И. Чайковского
Переписка Н.Ф. фон Мекк  и П.И.Чайковского впервые была опубликована в издательстве «Academia» в 1934–1936 гг.; также публиковалась в Полном собрании сочинений П.И. Чайковского, выходившем в 1940–1990 гг. (тт. II, III, V-XVII, М., 1953–1981). Но в обеих изданиях некоторые письма были пропущены, другие же опубликованы с купюрами.
В Академическом полном собрании сочинений П.И. Чайковского (проект Государственного института искусствознания и Государственного Дома-музея П. И. Чайковского) впервые публикуется полная переписка П.И.Чайковского и Н.Ф. фон Мекк (более 1200 писем): 
- Т.1 — Челябинск, 2017. — Письма за 1876–1877 годы;
- Т.2 — Челябинск, 2017. — Письма за 1878 год;
- Т.3 — Челябинск, 2017. — Письма за 1879–1881 годы;
- Т.4 — Челябинск, 2024. — Письма за 1882–1884 годы.

## Семья
В браке с 14 (26) января 1848 года. В браке родились 18 детей, из которых семеро умерли в младенчестве.
- Елизавета (1848—1907), в замужестве Иолшина. Ее муж — Александр Александрович Иолшин (1837—1929), инженер, брат М.А.Иолшина. Их дочь — Лидия Александровна Иолшина (1875—1947)  вышла замуж за Владимира Александровича Фраловского, племянника Надежды Филаретовны.
- Александра (1850—1920) — с 1874 года жена графа П. А. Беннигсена; их сыновья — Э. П. Беннигсен и А. П. Беннигсен.
- Владимир (1852—1893) — камер-юнкер, председатель правления Либаво-Роменской железной дороги (1876—1881).
- Юлия (1853—1915) — замужем за В. А. Пахульским.
- Лидия (1855—1910), в замужестве Лёвис (von Löwis of Menar).
- Николай (1863—1929) — предприниматель, благотворитель; 11.02.1884 женился на Анне Давыдовой, племяннице Чайковского[11]; с 1892 года — председатель правления Московско-Казанской железной дороги; репрессирован и расстрелян в СССР.
- Александр (1864—1911) — библиофил, меценат, один из основоположников альпинизма в России, председатель Русского горного общества.
- Софья (1867—1935) — в замужестве сначала Римская-Корсакова, затем княгиня Голицына; была в числе основателей Высших женских сельскохозяйственных курсов. Один из ее сыновей — Георгий Алексеевич Римский-Корсаков.
- Максимилиан (1869—1950) — дипломат, российский консул в Ньюкасле (до 1911 года). Его сын  Георгий (Юрий) Максимилианович фон Мекк (1896—1941, Перу) был в рядах Вооруженных сил Юга России, эмигрировал из России, был женат на актрисе Сандре Милованофф.
- Илиодор (1871—1873) — захоронен в семейном склепе в Ново-Алексеевском монастыре.
- Михаил (1871—1883) умер от порока сердца.
- Людмила (1872—1946) — замужем за А. А. Ширинским-Шихматовым.

Галина Николаевна фон Мекк, внучка Н. Ф. фон Мекк, в книге воспоминаний рассказывает, что младшая дочь — Людмила — появилась на свет в результате любовной связи Надежды Филаретовны с инженером железных дорог Александром Александровичем Иолшиным (который впоследствии стал мужем старшей дочери, Елизаветы). По словам Галины фон Мекк, эта тайна хранилась пять лет, но в какой-то момент дочь Александра открыла её отцу, и это стало причиной скоропостижной смерти Карла Фёдоровича от инфаркта.

## В кинематографе
- 1971 «Любители музыки» (Изабелла Тележинская)
- 1969 «Чайковский» (Антонина Шуранова)

## В литературе
- Повести Ю.М.Нагибина  «Как был куплен лес» (1972) и «Когда погас фейерверк» (1974)
- Анри Труайя. Пётр Чайковский и Надежда фон Мекк (фр. La Baronne et le musicien, Madame Von Meck et Tchaïkovski) 2004)